# Покровский, Борис Глебович
Борис Глебович Покровский (род. 16 мая 1949, Одинцово, Московская область) — советский и российский учёный-геолог, литолог и геохимик, доктор геолого-минералогических наук, член-корреспондент РАН (2022). Главный научный сотрудник Лаборатории геохимии изотопов и геохронологии Отдела литологии Геологического института РАН, специалист в области геохимии изотопов.

## Биография
Родился 16 мая 1949 года.
Учился[уточнить]
Работал в Институте океанологии имени П. П. Ширшова РАН[когда?]
В 1984 году защитил кандидатскую диссертацию по теме «Изотопный состав водорода и кислорода как индикатор условий преобразования пород офиолитовых комплексов»
В 2001 году защитил докторскую диссертацию по теме «Коровая контаминация мантийных магм: По данным изотопной геохимии».
Работает в Лаборатории геохимии изотопов и геохронологии Отдела литологии ГИН РАН.
2 июня 2022 года был избран членом-корреспондентом РАН — Отделение наук о Земле (геохимия осадочных пород).
Входит в редколлегии журнала «Литология и полезные ископаемые».
Заместитель председателя диссертационного совета по литологии и геохимии.
Член учёного совета ГИН РАН.

## Вклад в науку
Основные научные достижения к 2019 году:
- Разработал методы определения изотопного состава кислорода и водорода во всех типах горных пород.
- Исследовал новыми методами вулканических горных пород Курило-Камчатской дуги, основных и ультраосновных интрузий Северной Евразии, а также рудных месторождений (с целью определения источников магм и флюидов, условий постмагматических преобразований).
- Показал гидротермально-метасоматического происхождение крупного редкометального месторождения массива Томтор на севере Якутии.
- Использовал изотопный состав углерода и стронция в осадочных карбонатных горных породах для корреляции (хемостратиграфии) докембрийских отложений и переходных толщ (докембрий- к кембрию, в которых выявлены глобальные углерод-изотопные стратиграфические маркеры.
- Доказал методами изотопной стратиграфии вендский возраст сибирского гляциогоризонта и вышележащих отложений патомского комплекса на юге Средней Сибири.
- Установил в карбонатных отложениях жуинской серии, входящей в состав патомского комплекса, крупнейшую в геологической истории вендскую отрицательную изотопно-углеродную аномалию, с которой связывается неопротерозойская оксигенезация земной атмосферы.
- Рассмотрел геохимическую природу С-, О- и Sr- изотопных вариаций в осадочных карбонатах и их связь с глобальными изменениями природной среды.